# Jagdschloss Krähberg
Das Jagdschloss Krähberg (früher auch Krehberg oder Krähenburg) ist ein im 18. Jahrhundert erbautes, gut erhaltenes und restauriertes Jagdschloss des Hauses Erbach-Fürstenau direkt auf dem Plateau des Krähbergs am nördlichen Ende von Sensbachtal im Odenwaldkreis im südlichen Hessen.

## Lage
Das Ensemble des Jagdschlosses liegt etwa zwölf Höhenmeter unterhalb der Kuppe des nahen Krähbergs inmitten von Buchenwäldern im zentralen Odenwald etwa zweieinhalb Kilometer nördlich von Ober-Sensbach und etwa drei Kilometer (süd)östlich von Hetzbach und oberhalb der den Höhenzug südlich umgehenden Siegfriedstraße, die am nahegelegenen Reußenkreuz vorbeiführt und von dem ein etwa 600 Meter langer Weg aufsteigend zum Jagdschlösschen führt.
Unter Krähberg und Jagdschloss hindurch verbindet der Krähbergtunnel der Odenwaldbahn, der zu seiner Entstehungszeit einer der größten (3,1 km lang, in 348 m Höhe) Eisenbahntunnel in Deutschland war, seit 1882 das Mümling- mit dem Ittertal.

## Geschichte
Schon 795 wurde der Krähberg im Lorscher Codex in einer Grenzbeschreibung zur Mark Heppenheim als Crawinberk erwähnt und war südlichste Grenze der Mark Michelstadt (Grenzbeschreibung der Mark Michelstadt). 1484 war der Krähberg wegen der Jagd Gegenstand eines Schiedsspruchs zwischen Pfalzgraf Otto und Schenk Erasmus von Erbach.
Nach 1753 verkaufte die Gemeinde Hetzbach den Krähberg an Graf Ludwig II. Friedrich Graf zu Erbach-Fürstenau, und dieser ließ von 1761 bis 1771 das Jagdschloss dicht unterhalb der Bergspitze auf einem Plateau errichten. Auf den Seiten der Denkmalpflege Hessen und bei LAGIS wird dagegen der Bau seinem Bruder Graf Georg Albrecht (Albert) III. zu Erbach-Fürstenau zugesprochen. Grundlage könnte ein Stich einer Ansicht zum Jagdschloss mit den vier Eckhäuschen und einer kompletten quadratischen Umwehrung sowie einem gezeichneten Grundriss des Anwesens sein, der mit „Gestochen von Georg Graf zu Erbach 1750“ (oder 1760) und der zweigeteilten Benennung „Prospect des Krehbergs. Grundriss des Krehbergs“ betitelt ist.
Fakt ist jedoch, dass der jagdbegeisterte Graf Ludwig fast sein ganzes Leben auf dem Jagdschloss verbrachte, zugunsten seines Bruders auf eine standesgemäße Ehe verzichtete und morganatisch mit Christine Sophie Küchler verheiratet war. Vermutlich beziehen sich die Denkmalinformationen auf den Enkel Albrechts III., auf Albrecht (Albert) August Ludwig Graf zu Erbach-Fürstenau (1787–1851), der zu Beginn des 19. Jahrhunderts das Jagdschloss bewohnte und eine Reihe weitere Gebäude auf dem Anwesen errichten ließ.
Bis 1806 gehörte das Schloss verwaltungstechnisch zum Erbachschen Amt Freienstein. 1845 werden drei Häuser mit 45 Einwohnern erwähnt, zur evangelischen Pfarrei Beerfelden bzw. katholischen Pfarrei Erbach gehörend, zugeordnet der hessischen Provinz Starkenburg, Landratsbezirk Erbach, mit dem Landgericht Freienstein zu Beerfelden im Hofgericht Darmstadt. Auf dem Jagdschloss befanden sich Arbeiten der Erbacher Malerin und Hofdame des Erbacher Grafen Franz I. Marianne Lämmerhirt geb. Kraus.
Nach erfolgter Mediatisierung der Erbachschen Güter 1806 benutzte Albrecht August Ludwig Graf zu Erbach-Fürstenau, von 1820 bis 1849 Mitglied des 2. bis 11. Landtags des Großherzogtums Hessen und 1823/24 1. Kammerpräsident, das Jagdschloss als Lebensmittelpunkt und starb hier 1851. Das Jagdschloss war am 23. August 1840 rauschender Mittelpunkt der Hochzeit seiner Tochter Luitgarde (1817–1897) mit Friedrich Ludwig Graf zu Rechteren-Limpurg-Speckfeld.
Bis ins 20. Jahrhundert existierte noch ein großer Wildpark um das Jagdschloss.
Am 15. Juli 1913 verstarb hier die Frau von Alfred Graf von Erbach-Fürstenau Louise (Lissi), geborene Prinzessin zu Hohenlohe-Ingelfingen und Tochter des preußischen Ministerpräsidenten Adolf zu Hohenlohe-Ingelfingen. Noch in den 1960er-Jahren war es gemeldeter Wohnsitz des hessischen Landtagsabgeordneten Alfred Graf zu Erbach-Fürstenau.
Nach längerem Leerstand in der zweiten Hälfte des 20. Jahrhunderts verpachtete 1991 das Haus Erbach-Fürstenau das Jagdschloss im Wege des Erbbaurechts.

## Architektur
Das Schloss war eine regelmäßig angelegte spätbarocke Baugruppe, deren Gestaltung offenbar von der um 1730 erbauten Eremitage in Waghäusel beeinflusst war.
Das zentrale Herrenhaus, ein schlichter, verputzter zweistöckiger Bau, hat seinen Zugang über ein repräsentatives Treppenpodest und ist gekrönt von einem Rundbogenportal. Das Haus weist eine Eckquaderung und Segmentbogenfenster mit Hausteingewänden auf. Das heutige Zeltdach war früher ein Mansarddach gewesen.

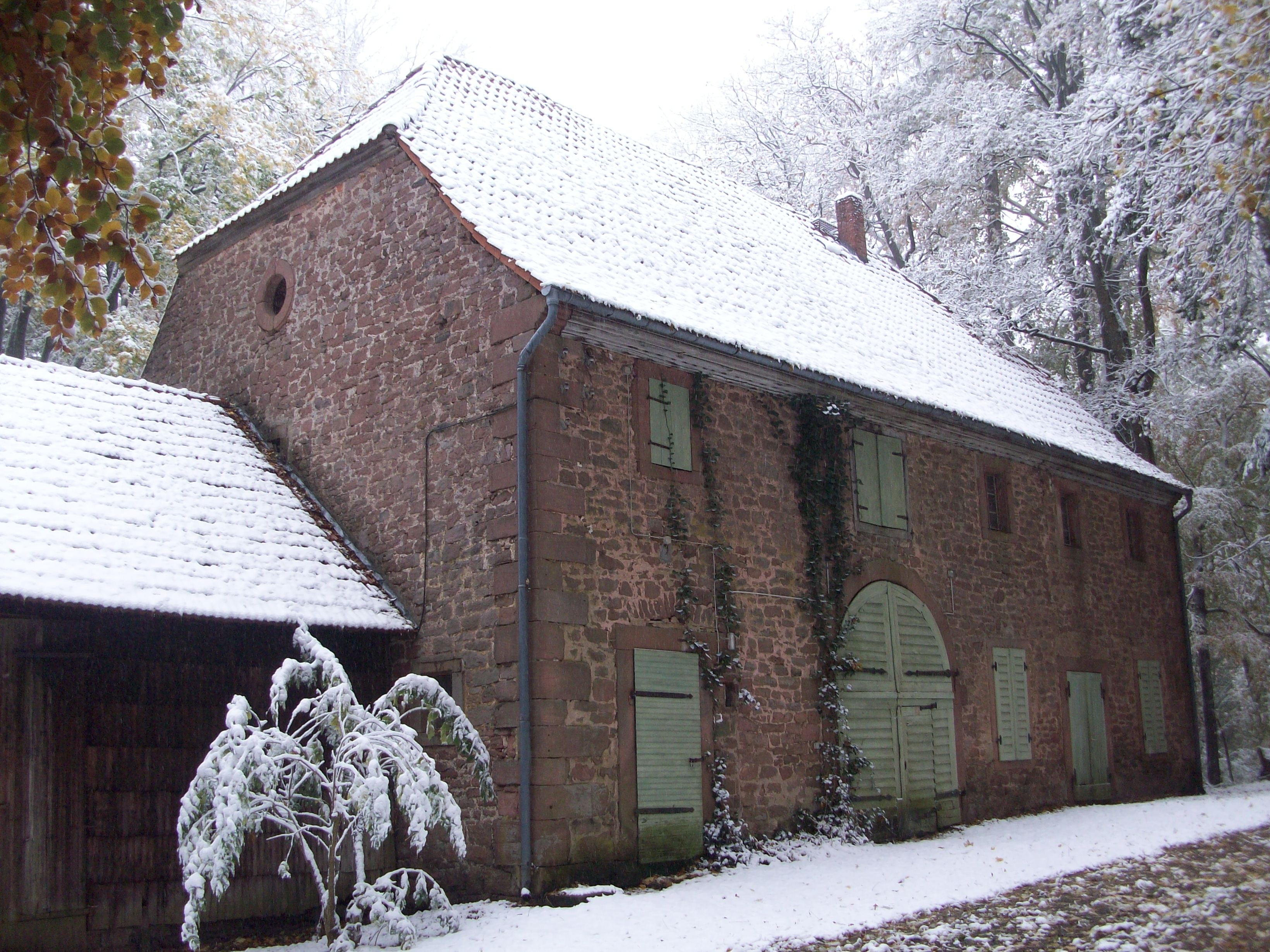
Die große Forstscheune

An je einer Ecke des rechteckigen Grundstückes von etwa je 40 Meter Seitenlänge wurden vier quadratische Pavillons aus verschindeltem Fachwerk mit Mansarddächern errichtet, die als Küche, Verwalterhaus und Bedienstetenwohnung dienten.
Zum Jagdschloss gehören ferner ein kleiner Wirtschaftshof aus dem 19. Jahrhundert mit Küchenanbau von 1823, ein Stall und eine Remise, die früher mit einer Kapelle versehen war. Ein etwa 26 m tiefer Ziehbrunnen, ein achteckiges Teehäuschen oberhalb des Schlosses (vom Erbacher Architekt Wendt 1813 erbaut) und das 1841 errichtete Forsthaus „Achtbuchen“ ergänzen die Anlage. Das Forsthaus ist ein verschindelter Fachwerkbau mit klassizistisch gestaltetem Zwerchhaus und Halbwalmdach. An den Schlossbereich grenzt eine Forstscheune aus dem 18. Jahrhundert, ein großer Bruchsteinbau mit Eckquaderung und Krüppelwalmdach, an.
Das Jagdschloss stand Ende des 20. Jahrhunderts lange Zeit leer. Mit der Verpachtung an privat fanden ab dem Jahr 1992 umfangreiche Restaurierungsarbeiten statt.

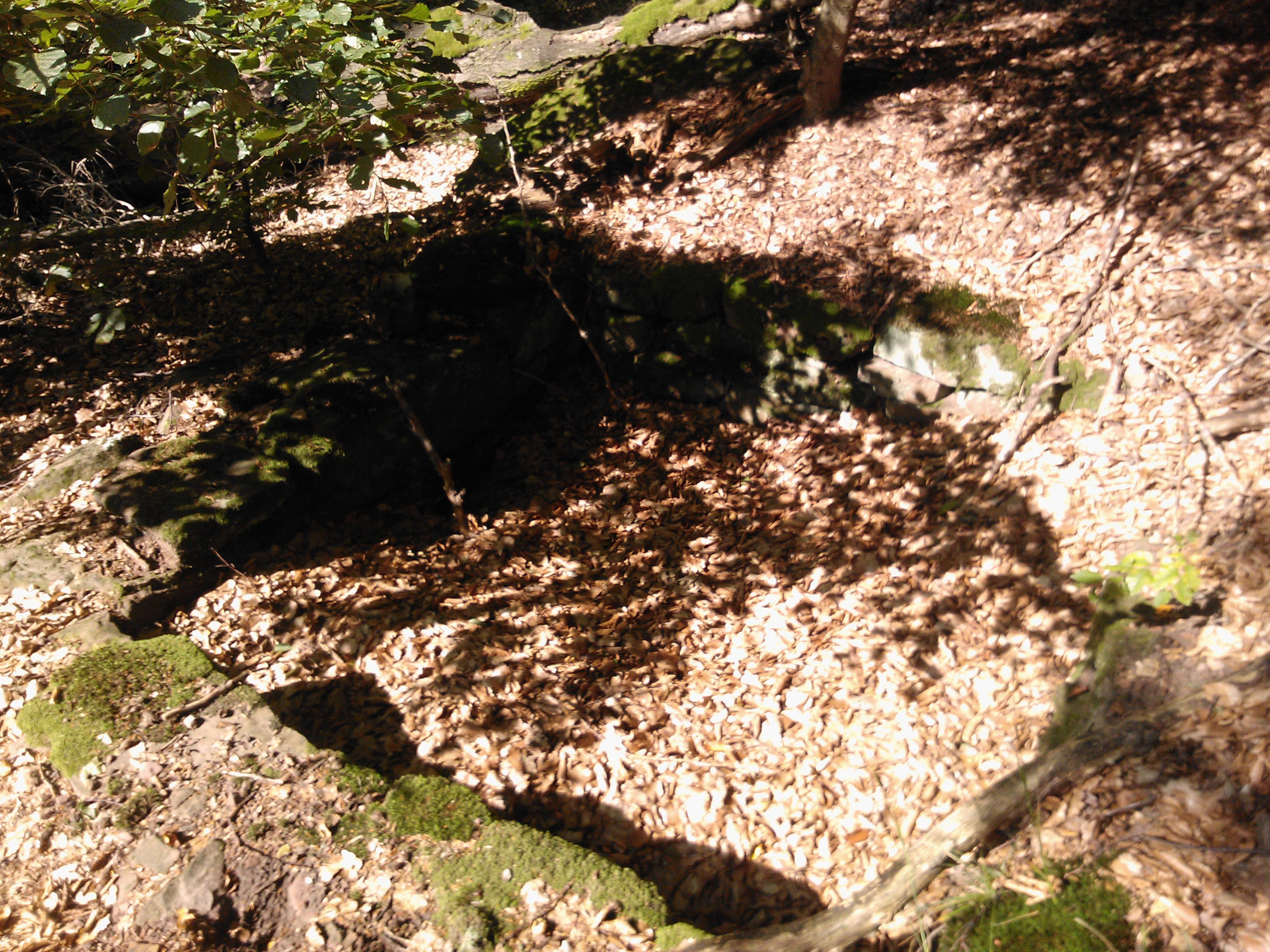
Ein Brunnenrest am westlichen Hang unterhalb des Jagdschlosses
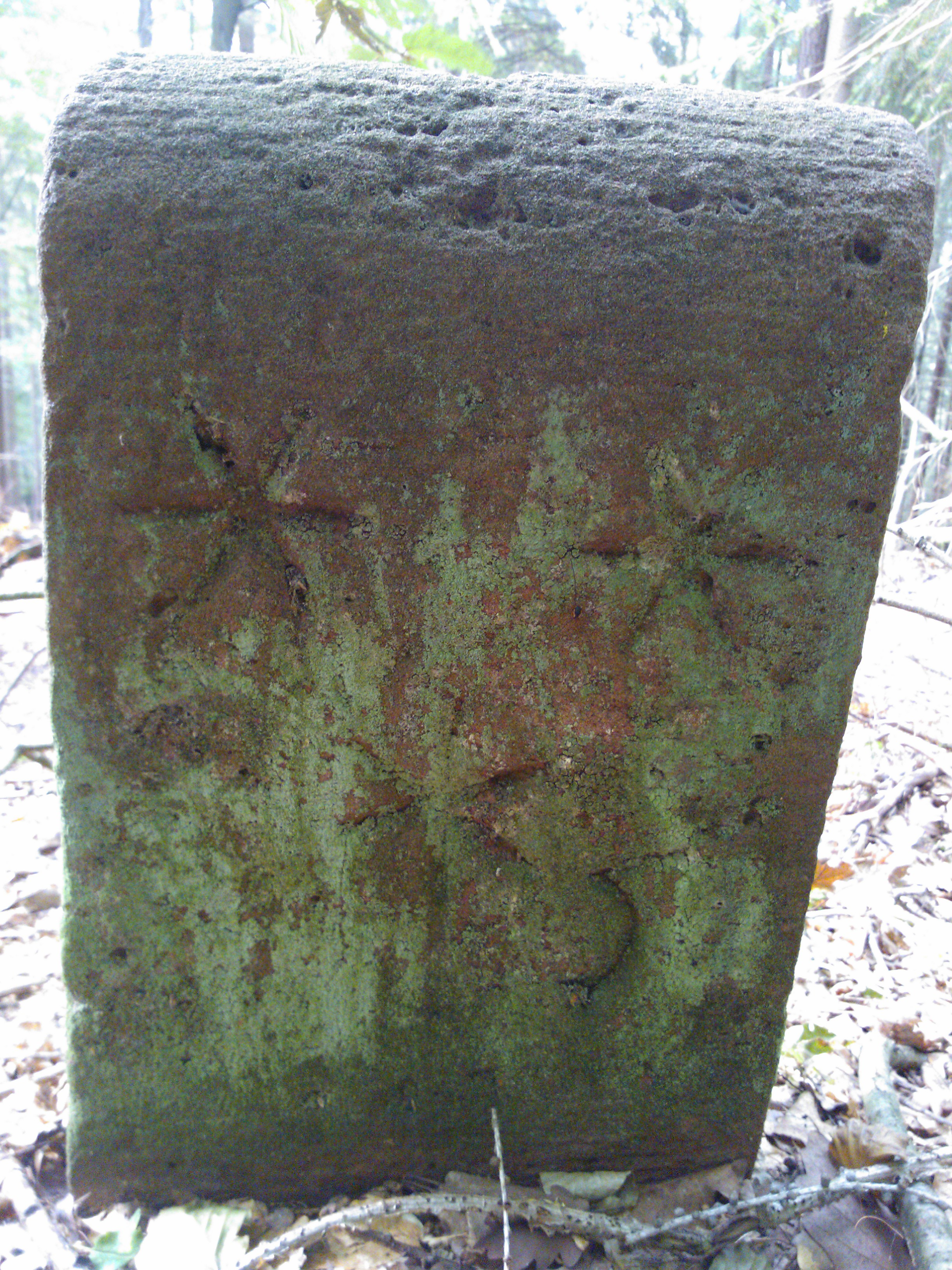
Ein Gemarkungsstein am westlichen Rand des Jagdschlosses mit dem Wappen des Hauses Erbach
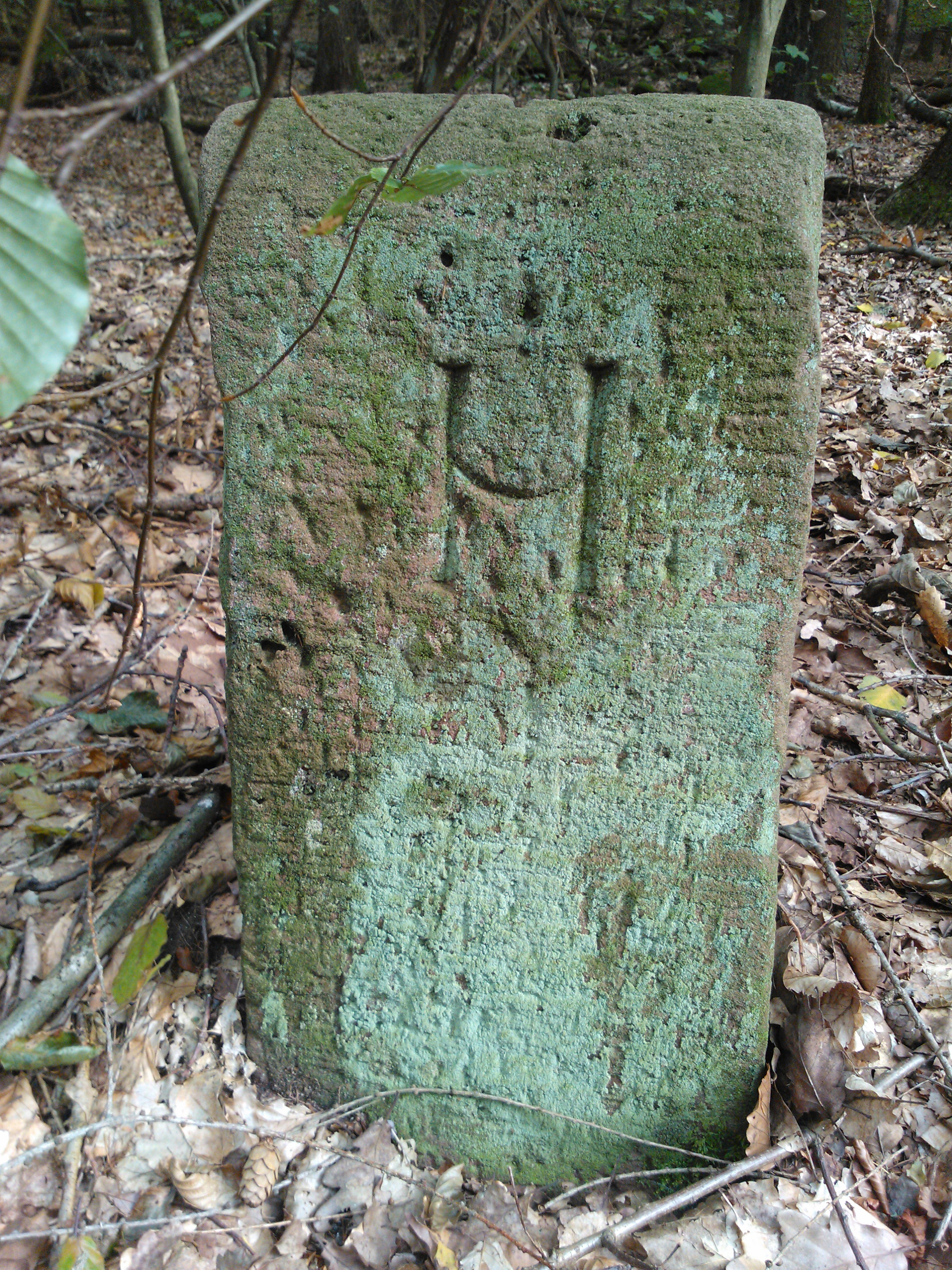
Der Gemarkungsstein mit einem „H“ für den Ort Hetzbach auf der anderen Seite

## Heutige Nutzung
Von 1992 bis 1997 erfolgte eine umfassende Sanierung des barocken Ensembles von Schloss Krähberg in einem ersten Bauabschnitt, dabei wurde das Fachwerk an acht Gebäuden restauriert und ein Innenausbau durchgeführt.
Das Jagdschloss wurde vom Bauplaner Otfried Rau und seiner Familie neben Wohnzwecken auch für Architektur- und Beratungsbüros sowie für ein Seminarzentrum mit Schwerpunkt Entspannung/Selbsterfahrung genutzt. Otfried Rau erhielt 2002 den Denkmalpreis für die Restaurierung des Jagdschlosses Krähberg.
Das Ensemble des Jagdschlosses ist in seiner Gesamtheit ein Kulturdenkmal.
Seit Oktober 2009 bemüht sich die Gemeinde Sensbachtal (seit 2018 Stadt Oberzent), das Jagdschloss Krähberg zum Kulturdenkmal von übergeordneter Bedeutung aufzuwerten. Damit sollen technische Bauten in näherer Umgebung, die das Landschafts- und Denkmalbild stören könnten, verhindert werden. Das historische Anwesen soll als eines der wenigen wirkungsvollen Identifikationsobjekte und baulichen Wahrzeichen der kleinen Gemeinde in seiner umgebenden Landschaft erhalten werden. Die Gemeinde verbindet damit ein Bekenntnis zur öffentlichen Bedeutung des Anwesens und möchte über dessen Werterhaltung durch eine denkmalbewusste private Nutzung hinaus auch den bau- und kulturhistorischen Sonderstatus des Jagdschlosses in der Denkmaltopographie des Odenwaldkreises widerspiegeln.

## Persönlichkeiten
- Adalbert Ludwig Graf zu Erbach-Fürstenau (1828–1867), Kammerdirektor der Gräflichen Rentkammer Erbach und Mitglied der Ersten Kammer der Landstände des Großherzogtums Hessen; hier geboren

#### Ansichten
- Ansicht und Grundriss von Jagdschloss Krähberg nahe Ober-Sensbach, 1780. Historische Ortsansichten, Pläne und Grundrisse.  In: Landesgeschichtliches Informationssystem Hessen (LAGIS).
- Bilder des Onlineangebotes des Landesamtes für Denkmalpflege Hessen (DenkXweb): von Herrenhaus, Scheune, Brunnen und Seitenansichtszeichnung des Jagdschlosses
- Bild vom Herrenhaus aus der Webseite von http://www.lichtblick-netz.de